# Vesterbrogade
 Denne artikel omhandler Vesterbrogade i København. For andre betydninger af Vesterbrogade, se Vesterbrogade (flertydig). (Se også artikler, som begynder med Vesterbrogade)
Vesterbrogade i København løber fra Rådhuspladsen forbi Københavns Hovedbanegård, gennem Vesterbro, forbi Vesterbros Torv og (over Frederiksberg) ud til Pile Allé, hvor Vesterbrogade fortsætter over i Roskildevej.

## Historie
Vesterbrogade stammer fra den landevej, der siden 1100-tallet udgik fra det befæstede Københavns Vesterport. Vejen passerede Sankt Jørgens Bæk på sin vej til Valby og skiftede ofte retning. 20. august 1624 beordrede Christian 4., at vejen skulle brolægges, først til Værnedamsvej og senere helt til Valby. Vejen kaldtes på det tidspunkt for Alvejen, men i 1650 blev navnet ændret til Roskildegaden. På det tidspunkt var kun tilladt at opføre bygninger, der kunne brændes ned i tilfælde af et fjendtligt angreb, udenfor befæstningen. Indtil befæstningen blev opgivet i midten af 1800-tallet, blev der derfor stort set kun opført enkelte kroer og vindmøller langs vejen, der på den måde blev begyndelsen til den senere bydel Vesterbro.
I 1850'erne begyndte der at komme nye bygninger langs gaden, så som Bing & Grøndahls porcelænsfabrik fra 1853. I 1857 blev Vesterport revet ned, og gaden blev udvidet betydeligt på stedet, der blev kendt som Vesterports Gab. I 1866-1867 forlængedes gaden i en lige linje fra Tivoli til Halmtorvet, den nuværende Rådhuspladsen. Den første del af gaden mellem Rådhuspladsen og den nye banegård blev anlagt som en bred promenade beplantet med træer. Senere anlagdes her Industriforeningens nye ustillingsbygning i 1872 og National Scala i 1882. Omkring århundredskiftet var Vesterbros Passage genstand for en udvidelse af byens centrum mod vest, og i løbet af de følgende årtier blev de fleste gamle bygninger erstattet af nye og større.

## Bygninger
- Nr. 1: Her lå Palladium biografen som blev revet ned i 1977 for at give plads til Industriens Hus i huset findes et center, som rummer bl.a. Restaurant Copenhagen Corner, et Irma-supermarked samt biografen Metropol.
- Nr. 2A: Richshuset der blev opført i 1934-1936 er tegnet af Alf Cock-Clausen og er en af kun få art deco-bygninger i Danmark. Bygningen afløste Centralhotellet. Richshuset er særligt kendt for Vejrpigerne, der udover to forgyldte piger på toppen af husets tårn består af et termometer i neonrør i hele tårnets højde. Udsmykningen er designet af Einar Utzon-Frank i 1936. I dag rummer huset bl.a. en skotsk pub og en natklub. På denne plads lå 1873-1934 Centralhotellet.
- Nr. 2E: Scala, bygningen er opført 1881 og nedrevet 2012.
- Nr. 3: Her lå Apolloteatret i et bygningskompleks fra 1890. Det blev sprængt i luften under besættelsen ved tysk schalburgtage i 1945 og nødtørftigt genopført, men nedrevet endeligt i 1959.
- nr. 5: Panoptikonbygningen, et højhus på 12 etager opført i 1952. Det var det højeste hus i Danmark indtil 1954, hvor det blev overgået af bebyggelsen på Bellahøj. Det er tegnet af Mogens Jacobsen og Alex Poulsen.
- Nr. 8: Ved Vesterport, funktionalistisk kontorbygning fra 1932 af Ole Falkentorp og Povl Baumann
- Nr. 23: Her lå tidligere et ISO-supermarked. Efter kædens ophør var her nogle år SuperBest, men i dag huser bygningen en JYSK- og en Lidl-butik.
- Nr. 59: Bygningen blev i årene 1782-87 bygning for Det Kongelige Kjøbenhavnske Skydeselskab og Danske Broderskab nu har Københavns Museum til huse her. Bygningen i klassicistisk stil blev tegnet af Johan Henrich Brandemann. Bygningen er siden 1926 fredet.
- Nr. 112a: Lenin besøgte København i 1910, hvor han boede i baghuset Vesterbrogade 112a hos familien Petersen, mens han deltog i den Anden Internationales 8. kongres, der fandt sted 28. august – 3. september 1910.[4]
- Nr 135: Sorte Hest. Bygningerne er blandt de ældste på Vesterbro, og kan spores tilbage til slutningen af 1600-tallet. Ud over landbrug og gæstgiveriet har de rummet et bryggeri, brændevinshandel, kakkelovnsfabrik og købmandsforretning. Stedet blev ofte brugt af bønder, der ikke nåede indenfor Københavns volde, før Vesterport lukkede om aftenen.
- Nr.144: Bygningen blev bygget 1878 af parret Christen Vestbergs og Jørgen Tvedes Stiftelse, som en bygning med friboliger. På huset er der opsat en mindetavle med portrætbuste for bryggeren: "HANS JØRGEN TVEDE / * 10 FEBR. 1815 † 26 AUG. 1878"
- Nr 162: Her lå Platan Biografen som eksisterede i perioden 1939-72. I dag indeholder bygningen Irma supermarked.
- Nr. 182: Her ligger siden 1997 restauranten Formel B, som 2004 fik en stjerne i Michelin-guiden.[5]